# Zofilas
Zofilas (dawn. Zofii Las) – część miasta Białej Podlaskiej w województwie lubelskim, położona na południe od centrum miasta. Jej główną osią jest ulica Parkowa.
Znajduje się tu Park Zofii Las.

## Historia
Zofilas to dawniej samodzielna miejscowość. W latach 1867–1921 należała do gminy Sidorki w powiecie bialskim, początkowo w guberni siedleckiej, a od 1919 w woj. lubelskim.
1 sierpnia 1921 miejscowość włączono do Białej Podlaskiej. Resztę terytorium (55 ha 98,7 a) do Białej Podlaskiej włączono 1 kwietnia 1928